# Spilosoma vestalis
Spilosoma vestalis là một loài bướm đêm thuộc phân họ Arctiinae, họ Erebidae.